# 關鍵下一秒
是一部2007年发行的一部基于菲利普·狄克的科幻小说《The Golden Man》拍摄的电影。导演李·塔瑪何瑞，主演尼可拉斯·凱吉、茱莉安·摩爾、潔西卡·貝兒。比起狄克小说的其他改编，如《银翼杀手》和《關鍵報告》，此电影得到较少的认可。

## 劇情
克里斯·強森(尼可拉斯·凱吉飾)擁有預知未來的能力，即將發生的情景都會浮現在他眼前。擁有這特殊能力的他，因受不了政府和醫學機構的檢查和研究，於是選擇隱藏自己在拉斯維加斯的小賭場賭博和變魔術維生。雖然他的預知未來的能力僅能看到未來兩分鐘，但他總會夢見看到一個女人走進一間餐廳的場景。但除了僅知道事情將發生在8點09分，其餘的細節他完全不知道，也因此每天早晚的8點09分，他會兩次在那家餐廳等待那位女性的到來。
在一次賭場內發生的事件，克里斯利用他的預知未來的能力逃過賭場保全及拉斯維加斯警察的追捕。他在賭場成功逃脫的影片，引起美國聯邦調查局探員寇莉·佛瑞斯(茱莉安·摩爾飾)的注意。寇莉冀望克里斯利用他的能力，阻止俄羅斯恐怖分子在美國領土上引爆核武器的陰謀，因此寇莉開始追蹤克里斯的行蹤，但克里斯早已預見寇莉的到來並逃之夭夭。同一時間，兩名恐怖分子在停車場找到賭場的保全主管，拷問他有關克里斯的情報後將保全主管殺害。
隔天早上，克里斯8點09分再次來到餐廳，這次克里斯看到了莉茲·庫柏(潔西卡·貝兒飾)，他在預知時看到的那位女人。接著克里斯在腦海內開始模擬各種搭訕莉茲的方式與預知選擇的方式的未來，當莉茲咄咄逼人的前男友到來時，克里斯設想了他介入的所有結果，然後選擇了讓他和莉茲「結伴」的結果。克里斯運用預知能力說服了莉茲讓他搭便車，兩人的關係也在路途上漸漸升溫。莉茲與聯邦調查局則是默默地尾隨他們，等待時機抓走克里斯，渾然不知恐怖份子此時也在跟蹤克里斯並伺機尋找殺死他的機會。
寇莉趁著莉茲獨自外出購物時告知她克里斯其實是一位危險的逃犯，並說服莉茲配合聯邦調查局抓捕克里斯。察覺不對的克里斯向莉茲全盤托出真相，莉茲詢問克里斯為什麼不幫助聯邦調查局阻止恐怖分子時，他解釋了預知能力的侷限，並指出涉及她的事件是例外。兩人決定合作讓克里斯逃脫聯邦調查局的追捕。但在逃亡過程中，克里斯為拯救寇莉，意外地被山邊滾落的木頭擊暈在地。眼見無法接近克里斯，恐怖份子則決定轉而綁架了莉茲。
聯邦調查局的人把克里斯綁在椅子上，強迫他看電視進行預知。他們希望他能看到關於炸彈引爆的報告，但他卻預知到了幾個小時後的新聞: 莉茲作為誘餌被恐怖份子綁在輪椅上用炸彈背心殺死。克里斯伺機逃出聯邦調查局，奔向莉茲將被殺害的停車場。寇莉追上他，承諾只要克里斯幫助阻止炸彈，她就會幫助救出莉茲；她還制定了一個計劃來引出恐怖分子。
克里斯幫助聯邦調查局追踪恐怖分子潛伏的港口，當聯邦調查局到達後，克里斯藉由他的能力幫助聯邦調查局突破恐怖份子的埋伏與陷阱。在恐怖分子首領面前，利用他的能力躲避所有恐怖分子首領射出子彈並救出莉茲，寇莉則同時擊斃了恐怖分子首領。在確認現場安全後，他們發現炸彈已經被轉移。寇莉給克里斯看了一台地震儀，希望他能在爆炸發生前看到任何由爆炸引起的震盪。當他盯著螢幕時，他意識到他犯了一個錯誤，他來的太晚了：炸彈在海上引爆，完全摧毀了港口，以及城市的其他地方。
時間線倒退了一整天，克里斯和莉茲在亞利桑那州的酒店的床上。由於莉茲對事件的參與，克里斯現在已經能夠預見導致核爆炸的一切可能發生的情況。克里斯致電寇莉，提出他將幫助防止核災發生，而條件是必須讓莉茲完全排除在事件外。克里斯然後請求莉茲等他，兩人相吻。
克里斯與寇莉會面，準備開始合作。克里斯最後以一句話作結:「有關未來的事情是這樣的: 每次你看，它都會改變，因為你看過它，這會改變其他一切。(Here is the thing about the future. Every time you look at, it changes, because you looked at it, and that changes everything else.)」

## 演员
| 演员            | 角色        |
| --------------- | ----------- |
| 尼可拉斯·凱吉   | 克里斯·強森 |
| 茱莉安·摩爾     | 寇莉·佛瑞斯 |
| 潔西卡·貝兒     | 莉茲·庫柏   |
| 湯瑪斯·柯瑞奇曼 | 史密斯先生  |
| 多利·奇托       | 卡凡納      |
| 彼得·福克       | 厄伏        |

## 票房
《關鍵下一秒》在美國開片首週賺進710萬美元，在全美上映的八週時間，影片一共賺進超過1800萬美元，全球賺進超過6400萬美元。票房成績與菲利普·狄克的其他改編電影作品相比，比起《銀翼殺手》、《魔鬼總動員》、《關鍵報告》、《記憶裂痕》來的差，但是比《強殖入侵》、《異形終結》、《心機掃描》來的高。